# Chorvatské obranné síly
Chorvatské obranné síly (chorvatsky Hrvatske obrambene snage nebo HOS) byly polovojenskou odnoží Chorvatské strany práv (HSP) v letech 1991 až 1992 během prvních fází jugoslávských válek. Za chorvatské války za nezávislost zorganizovaly HOS několik raných společností a podílely se na obraně Chorvatska. Na vrcholu války v Chorvatsku měly HOS několik praporů. První jednotky HOS vedl Ante Paradžik, člen HSP, který byl zabit chorvatskou policií v září 1991. Po všeobecné mobilizaci v Chorvatsku v listopadu 1991 a po příměří v lednu 1992 byly HOS pohlceny chorvatskou armádou.
Jednotky HOS v Bosně a Hercegovině se skládaly z Chorvatů, Bosňáků a zahraničních dobrovolníků vedených Blažem Kraljevićem. 9. srpna 1992 byl Kraljević a osm členů štábu zavražděni vojáky Chorvatské rady obrany (HVO) pod velením Mladena Naletiliće. HOS byly rozpuštěny krátce poté a pohlceny HVO a armádou Republiky Bosna a Hercegovina na začátku chorvatsko-bosňácké války. Poslední jednotka HOS byla rozpuštěna 5. dubna 1993 ve střední Bosně.